# آبدره‌های نروژی غرب
آبدره‌های نروژی غرب نام مشترک دو آبدره در نروژ است که توسط یونسکو به عنوان میراث جهانی ذکر شده‌است: آبدره گیرانگر و نوریریورد.

## جغرافیا

### محل
میراث جهانی شامل دو منطقه در فاصله ۱۲۰ کیلومتری است که در جنوب غربی نروژ و شمال غربی شهر برگن واقع شده‌است و بخشی از چشم‌انداز فورد از نروژ غربی که بیش از ۵۰۰ کیلومتر بین استاوانگر در جنوب و اوندالسنس در آن واقع شده‌است.

### اقلیم
این دو منطقه، گرچه نسبتاً دور، دارای آب و هوایی بسیار مشابه هستند، که یک انتقال بین آب و هوای اقیانوسی و قاره است. منطقه برای خرداقلیم مطلوب است. بارش برف از اکتبر تا پایان ماه مه در کوه‌ها و پایان نوامبر تا مارس در دره‌ها ادامه دارد. در زمستان منابع آبدره به مدت یک تا سه هفته منجمد می‌شوند.

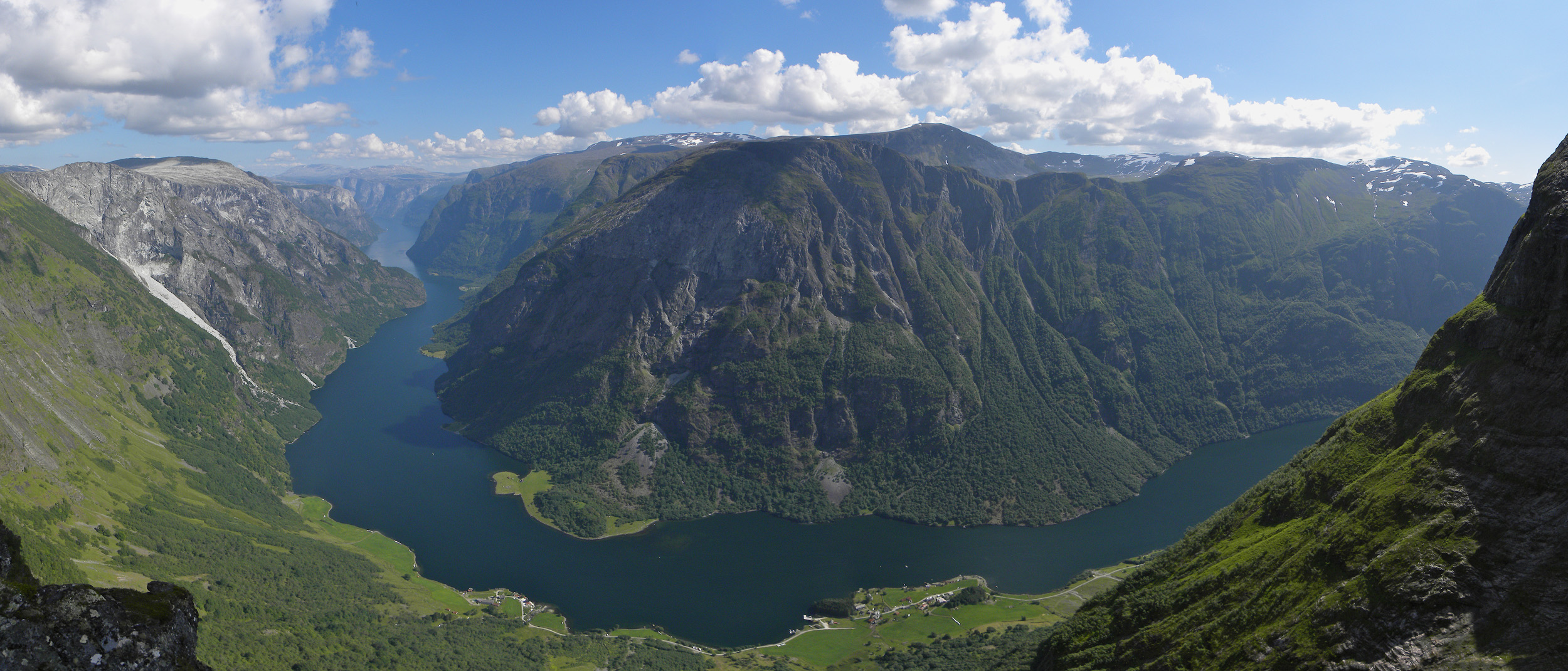
نوریریورد
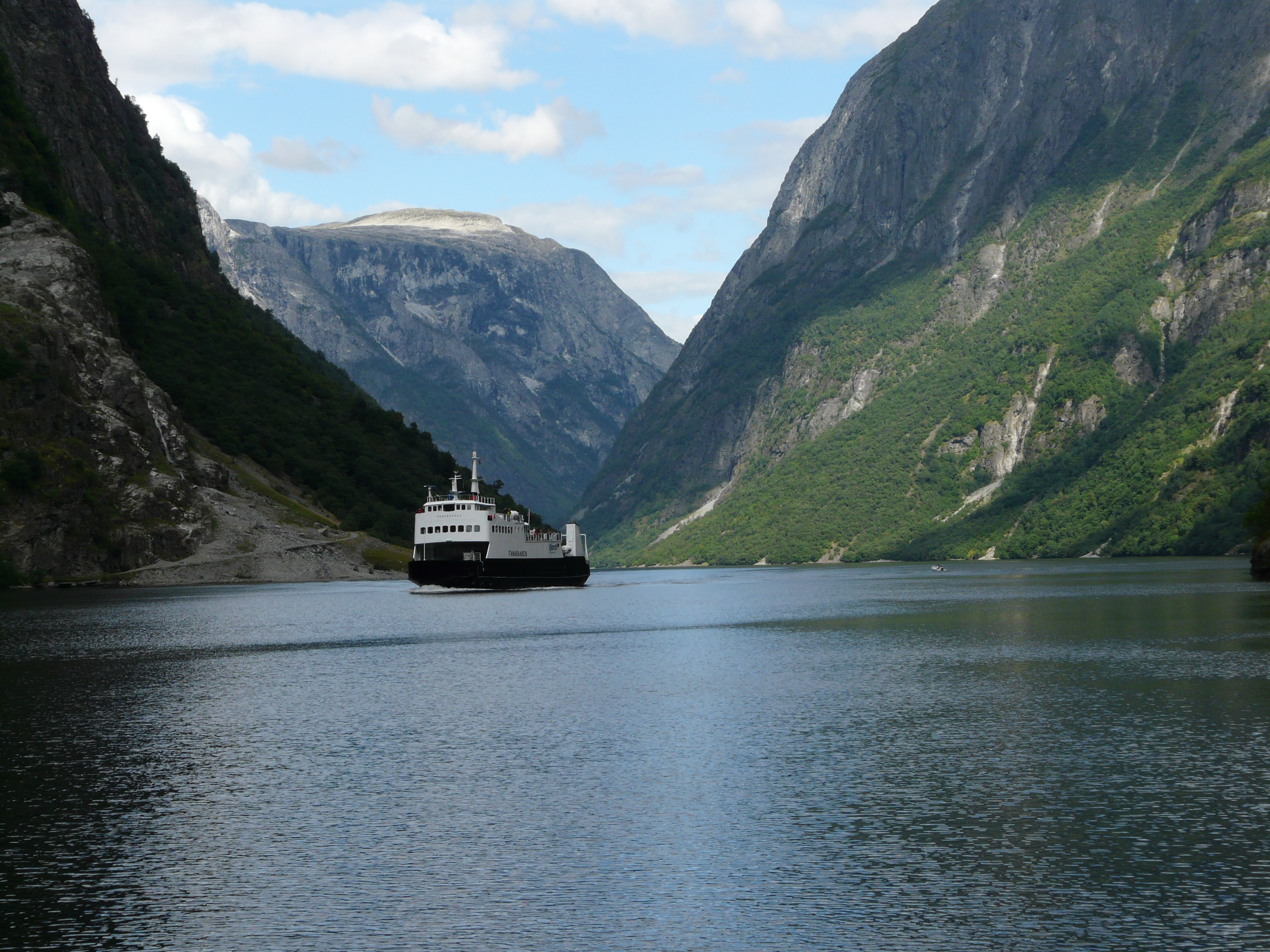
کشتی گودوینژ
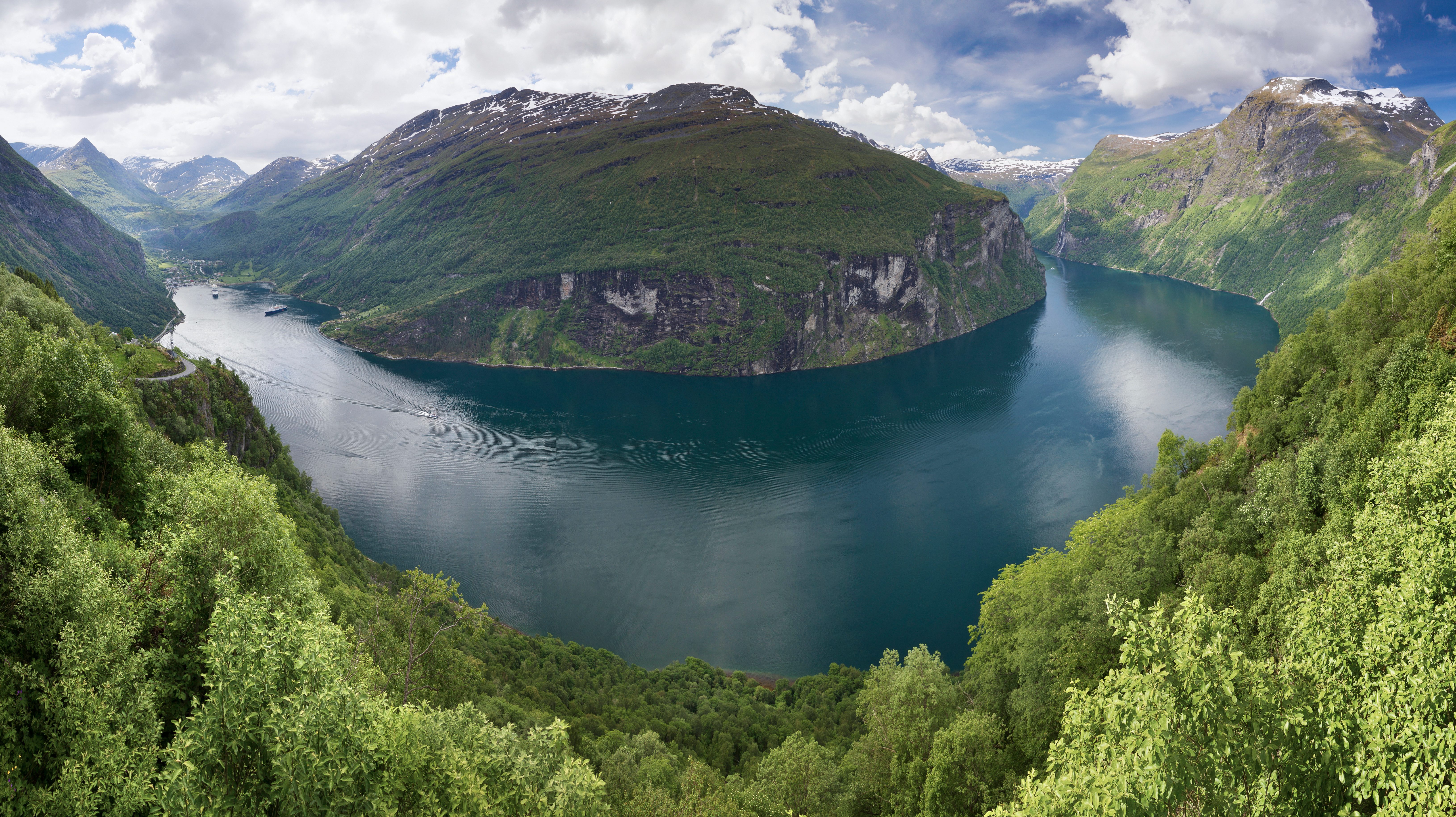
آبدره گیرانگر
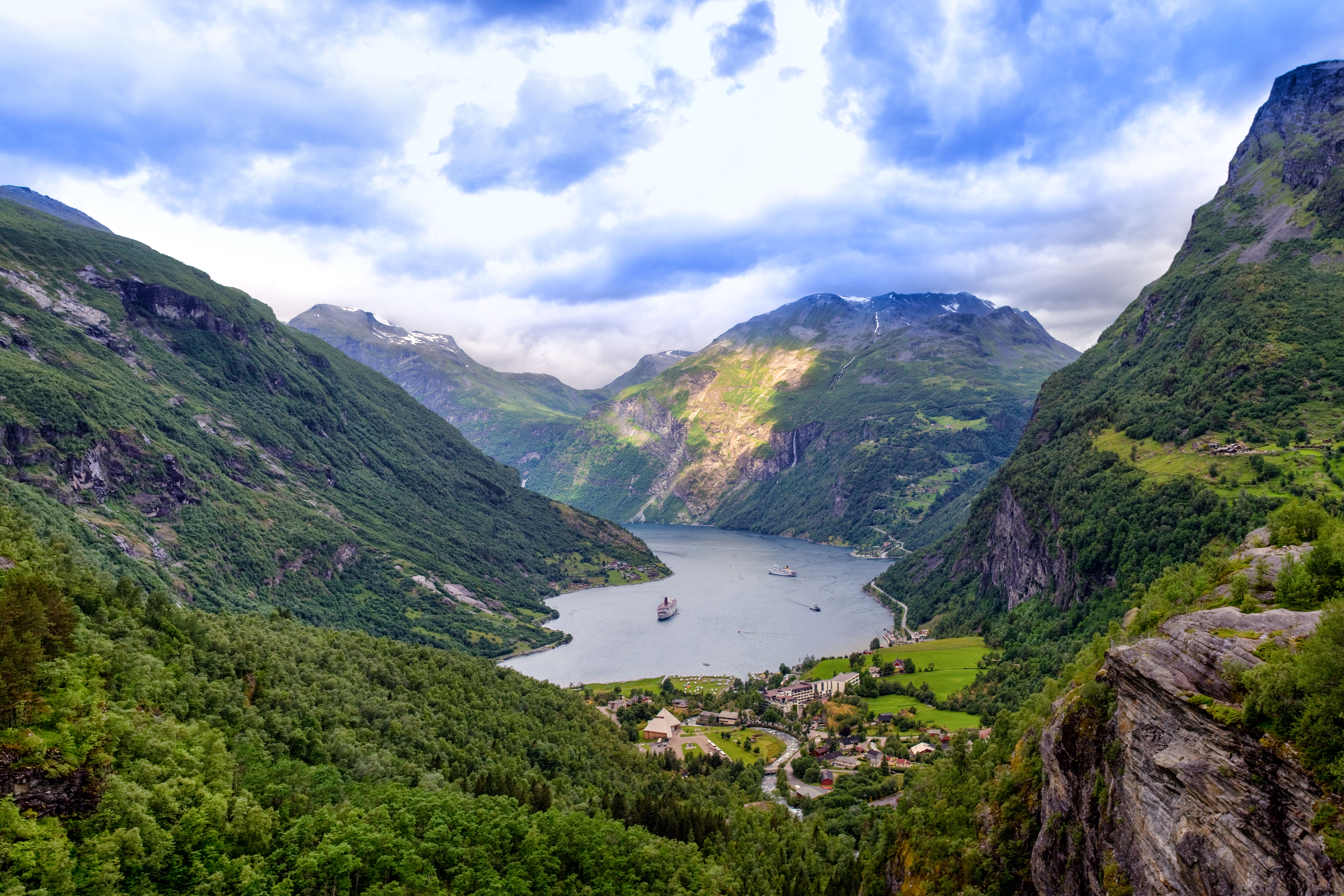
آبدره گیرانگر

## حضور بشر

### جغرافیای انسانی
منطقه گیرانگر از سال ۲۰۰۳ دارای ۲۳۰ نفر سکنه بود، در حالیکه نوریریورد تا سال ۲۰۰۱ تنها ۲۴۳ نفر جمعیت داشت.